# Блутаун (Техас)
Блутаун (англ. Bluetown) — переписна місцевість (CDP) в США, в окрузі Камерон штату Техас. Населення — 491 особа (2020).

## Географія
Блутаун розташований за координатами 26°4′11″ пн. ш. 97°49′6″ зх. д. / 26.06972° пн. ш. 97.81833° зх. д. (26.069649, -97.818254).  За даними Бюро перепису населення США в 2010 році переписна місцевість мала площу 6,30 км², з яких 6,13 км² — суходіл та 0,17 км² — водойми. В 2017 році площа становила 7,77 км², з яких 7,59 км² — суходіл та 0,18 км² — водойми.

## Демографія
Згідно з переписом 2010 року, у переписній місцевості мешкало 356 осіб у 108 домогосподарствах у складі 88 родин. Густота населення становила 57 осіб/км².  Було 123 помешкання (20/км²).
Расовий склад населення:
| - 53,7 % — білих - 0,6 % — корінних американців - 0,3 % — азіатів - 45,5 % — осіб інших рас |

До двох чи більше рас належало 0,0 %. Частка іспаномовних становила 96,3 % від усіх жителів.
За віковим діапазоном населення розподілялося таким чином: 27,2 % — особи молодші 18 років, 55,1 % — особи у віці 18—64 років, 17,7 % — особи у віці 65 років та старші. Медіана віку мешканця становила 35,5 року. На 100 осіб жіночої статі у переписній місцевості припадало 88,4 чоловіків;  на 100 жінок у віці від 18 років та старших — 86,3 чоловіків також старших 18 років.
Середній дохід на одне домашнє господарство  становив 17 897 доларів США (медіана — 14 479), а середній дохід на одну сім'ю — 20 965 доларів (медіана — 18 250). За межею бідності перебувало 48,4 % осіб, у тому числі 52,2 % дітей у віці до 18 років та 25,8 % осіб у віці 65 років та старших.
Цивільне працевлаштоване населення становило 87 осіб. Основні галузі зайнятості: освіта, охорона здоров'я та соціальна допомога — 34,5 %, будівництво — 19,5 %, мистецтво, розваги та відпочинок — 14,9 %, виробництво — 11,5 %.